# Поперечна Гора
Попере́чна Гора (рос. Поперечная Гора, башк. Поперечная Гора) — присілок (у минулому селище) у складі Караідельського району Башкортостану, Росія. Входить до складу Караярської сільської ради.
Населення — 21 особа (2010; 41 у 2002).
Національний склад:
- башкири — 66 %